# Malpartida de Cáceres
Malpartida de Cáceres è un comune spagnolo di 4 324 abitanti situato nella comunità autonoma dell'Estremadura.